# Почётные граждане города Великие Луки
Статья 6. Звание «Почётный гражданин города Великие Луки»
1. За выдающийся вклад в экономическое, социальное и культурное развитие города жителям города, а также другим гражданам Российской Федерации и иностранным гражданам может присваиваться звание «Почётный гражданин города Великие Луки».

2. Порядок присвоения почётного звания, права и привилегии почётных граждан устанавливаются Положением о звании «Почётный гражданин города Великие Луки».Устав муниципального образования «Город Великие Луки»

## Почётные граждане города
| - Семевский, Михаил Иванович — 1893 г. — Историк, журналист, общественный деятель. - Витте, Сергей Юльевич — 1899. — Министр финансов, почётный гражданин. - Косицкий, Иван Терентьевич — 1901 г. — Потомственный почётный гражданин города Великие Луки (классной Великолукской городской Думы). - Брянчанинов, Николай Семёнович — 1912 г. — Тайный советник. - Дьяконов, Анатолий Александрович — 1965 г. — Бывший командир 257 стрелковой дивизии. - Кроник, Александр Львович — 1965 г. — Бывший командир 357 стрелковой дивизии. - Пэрн, Лембит Абрамович — 1965 г. — Бывший командир 8-го Эстонского стрелкового корпуса. - Рокоссовский, Константин Константинович — 1965 г. — Маршал Советского Союза. - Аракшевич, Павел Сергеевич — 1966 г. — Бывший начальник центральной лаборатории локомотиворемонтного завода. - Жондецкий, Александр Александрович — 1966 г. — Учитель. - Кляровский, Виталий Дмитриевич — 1966 г. — Заслуженный врач РСФСР. - Логинов, Александр Константинович — 1966 г. — Бывший директор городской электростанции. - Виноградов, Николай Владимирович — 1969 г. — Ветеран труда, активный участник восстановления города Великие Луки. - Галицкий, Кузьма Никитич — 1969 г. — Генерал армии, командующий 3-й Ударной Армией. - Кабаков, Валентин Семёнович — 1969 г. — Бывший председатель исполкома горсовета. - Каристе, Альберт Александрович — 1969 г. — Младший лейтенант 8-го Эстонского стрелкового корпуса, участник освобождения города. - Хлебников, Николай Михайлович — 1975 г. — Генерал-полковник, начальник артиллерии 4-й Ударной Армии, участник освобождения города. - Ару, Карл Иванович — 1985 г. — Генерал-майор, начальник артиллерии 8-го Эстонского стрелкового корпуса. - Баранов, Василий Петрович — 1985 г. — Бывший первый секретарь Великолукского райкома партии. - Зубкова, Мария Ивановна — 1985 г. — Заслуженный врач Российской Федерации. - Лисицин, Фёдор Яковленич — 1985 г. — Генерал-лейтенант, начальник политотдела 3-й Ударной Армии. - Милохин, Михаил Григорьевич — 1985 г. — Ветеран труда, советский работник. - Семёнов, Георгий Гаврилович — 1985 г. — Генерал-лейтенант, начальник оперативного отдела 3-й Ударной Армии. - Лопырев, Андрей Павлович — 1992 г. — Краевед, автор книги «Город моего детства». - Стрелкова, Ульяна Михайловна — 1996 г. — Историк, автор книги «Как разочаровать Андрея». | - Козлов, Вильям Фёдорович — 1994 г. — Член Союза писателей. - Поздняков, Юрий Михайлович — 1994 г. — Директор городской типографии. - Иванов, Владимир Тимофеевич — 1998 г. — Заслуженный врач Российской Федерации. - Смирнов, Николай Александрович — 2000 г. — Генеральный директор ОАО «Картонтара». - Добродеенко, Олег Васильевич — 2001 г. — Чемпион мира, Европы, СССР по бегу. - Моисеенко, Василий Лазаревич — 2002 г. — Участник Великой Отечественной войны, участник освобождения города Великие Луки. - Титов, Василий Иванович — 2003 г. — Участник Великой Отечественной войны, участвовал в освобождении Псковщины. - Гуськов, Василий Иванович — 2004 г. — Первый директор завода ВЗЩА, председатель горплана — заместитель председателя горисполкома. - Сикоров, Иван Дмитриевич — 2004 г. — Главный энергетик Великолукского ПВРЗ, директор ВЗВА. - Халтурин, Дмитрий Александрович — 2005 г. — Участник войны 1941—1945 гг., участник партизанского движения, активный участник ветеранской организации. - Орехов, Анатолий Васильевич — 2005 г. — Педагог, много лет работал директором школы № 1. - Каракаев, Борис Николаевич — 2006 г. — Президент ПООО «Союз возрождения Псковского края». - Рыбаков, Алексей Миронович — 2006 г. — Участник Великой Отечественной войны 1941—1945 г.г. Бывший первый секретарь Великолукского горкома. - Мигров, Алексей Андреевич — 2007 г. — Глава исполнительной власти города с 1986 по 2004 гг. - Никифорова, Альвина Павловна — 2008 г. — Заслуженный учитель РФ. - Столяров, Станислав Иванович — 2008 г. — Бывший директор завода «Реостат». - Алексеев, Иван Егорович — 2009 г. — Исполнительный директор по режиму, управлению человеческими ресурсами и быту ЗАО «ЗЭТО», бывший директор ВЗВА. - Архимандрит Сергий (Стуров, Георгий Михайлович) — 2009 г. — За 14 лет своего служения на Великолукской земле заново отстроил утраченные часовни и главный храм города — Вознесения Христова (XVIII в.), внёс огромный вклад в восстановление духовной жизни великолучан и жителей Великолукского благочиния. - Коновалов, Виктор Денисович — 2010 г. — Заслуженный врач РСФСР, заведующий отделением гипербарической оксигенации МУЗ ЦГБ. - Сень, Павел Андреевич — 2010 г. — «Ветеран труда», «Заслуженный работник транспорта РСФСР», «Почётный железнодорожник». - Вастенкова, Ольга Ильинична — 2011 г. — Ветеран Великой Отечественной войны, Отличник Народного образования. - Якубов, Юрий Николаевич — 2011 г. — Генерал Армии, помощник Министра обороны. |

## Альбом

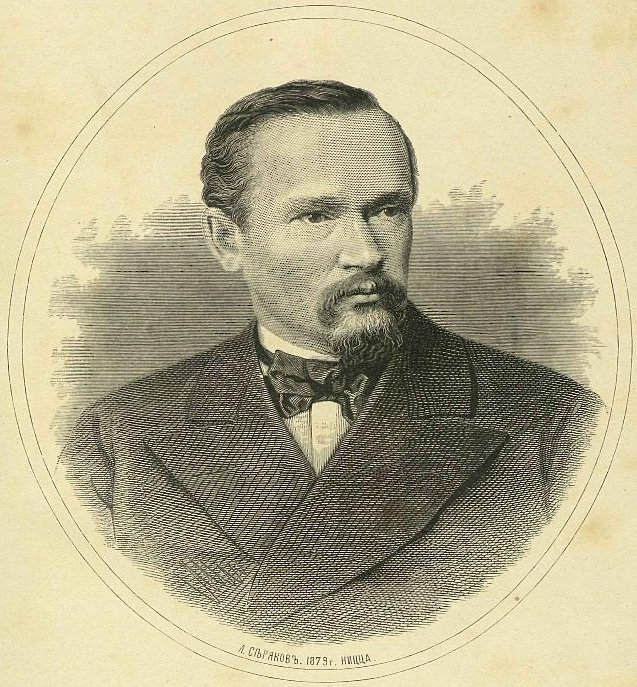
М. И. Семевский (гравюра Л. А. Серякова, 1879)
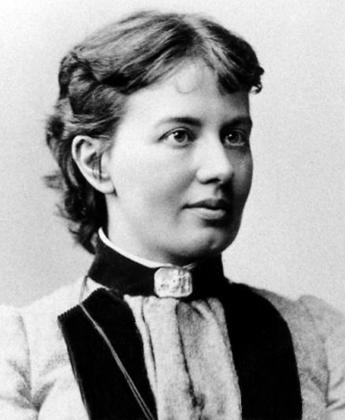
Ковалевская, Софья Васильевна
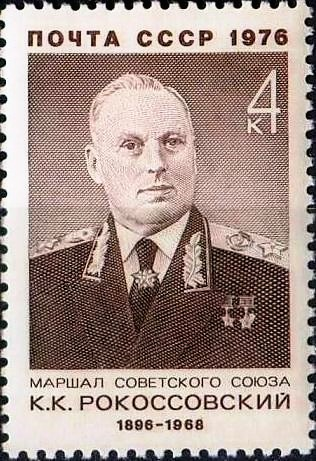
Почтовая марка СССР, посвящённая К. К. Рокоссовскому
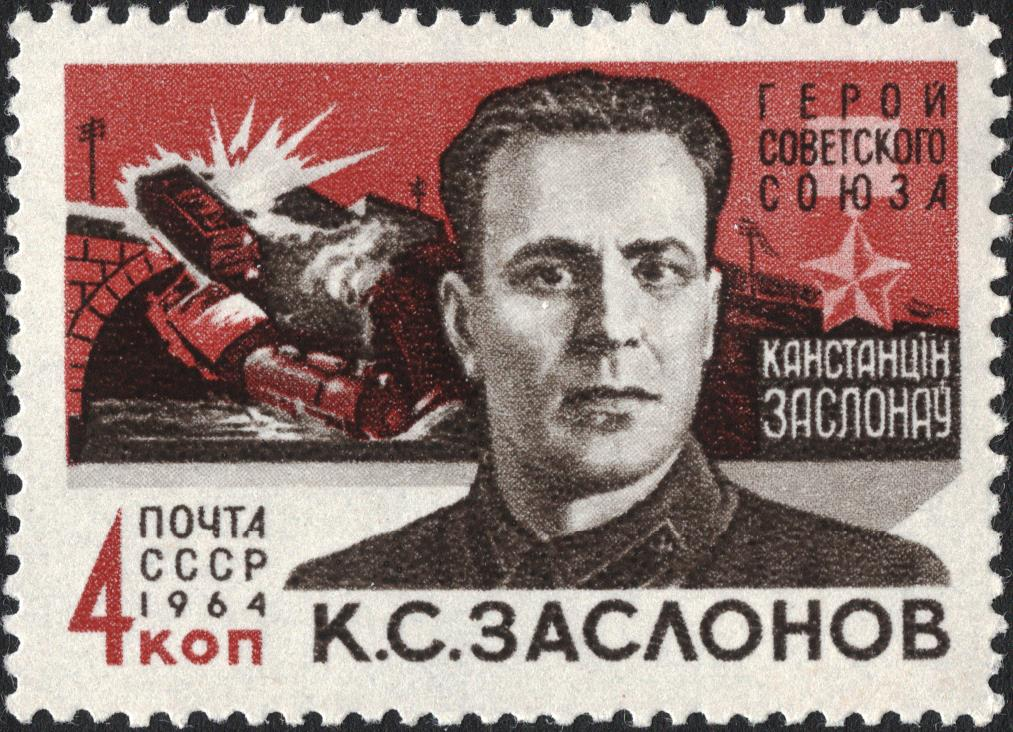
Почтовая марка СССР, посвящённая К. С. Заслонову
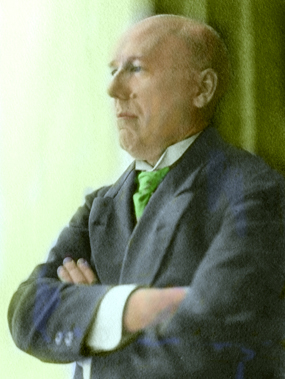
Сологуб, Фёдор Кузьмич
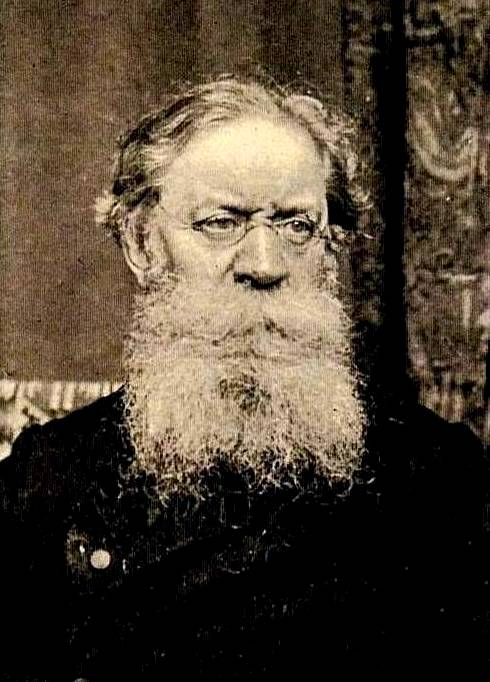
Лавров, Пётр Лаврович
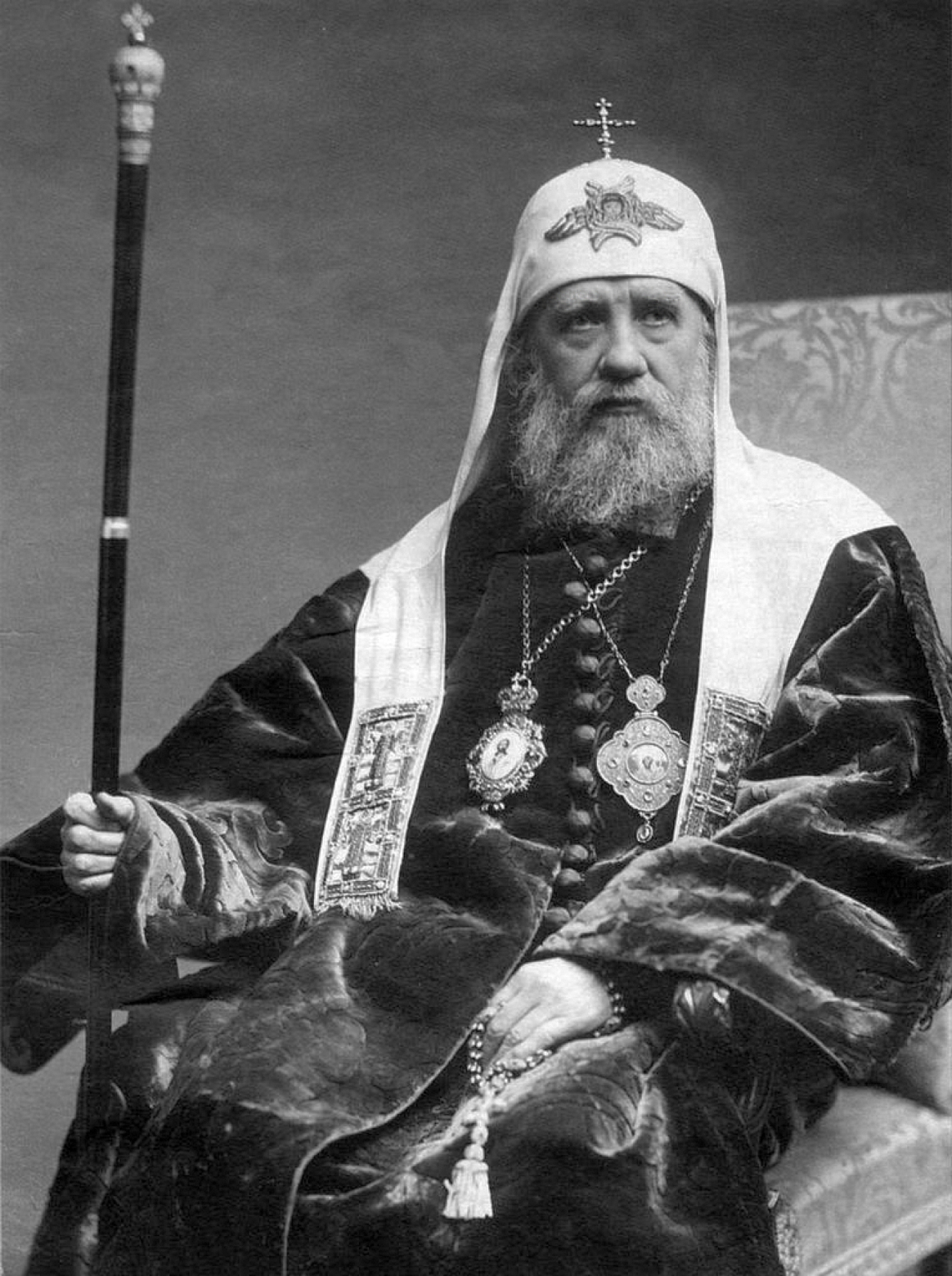
Тихон (Патриарх Московский)
Кузьмин, Матвей Кузьмич
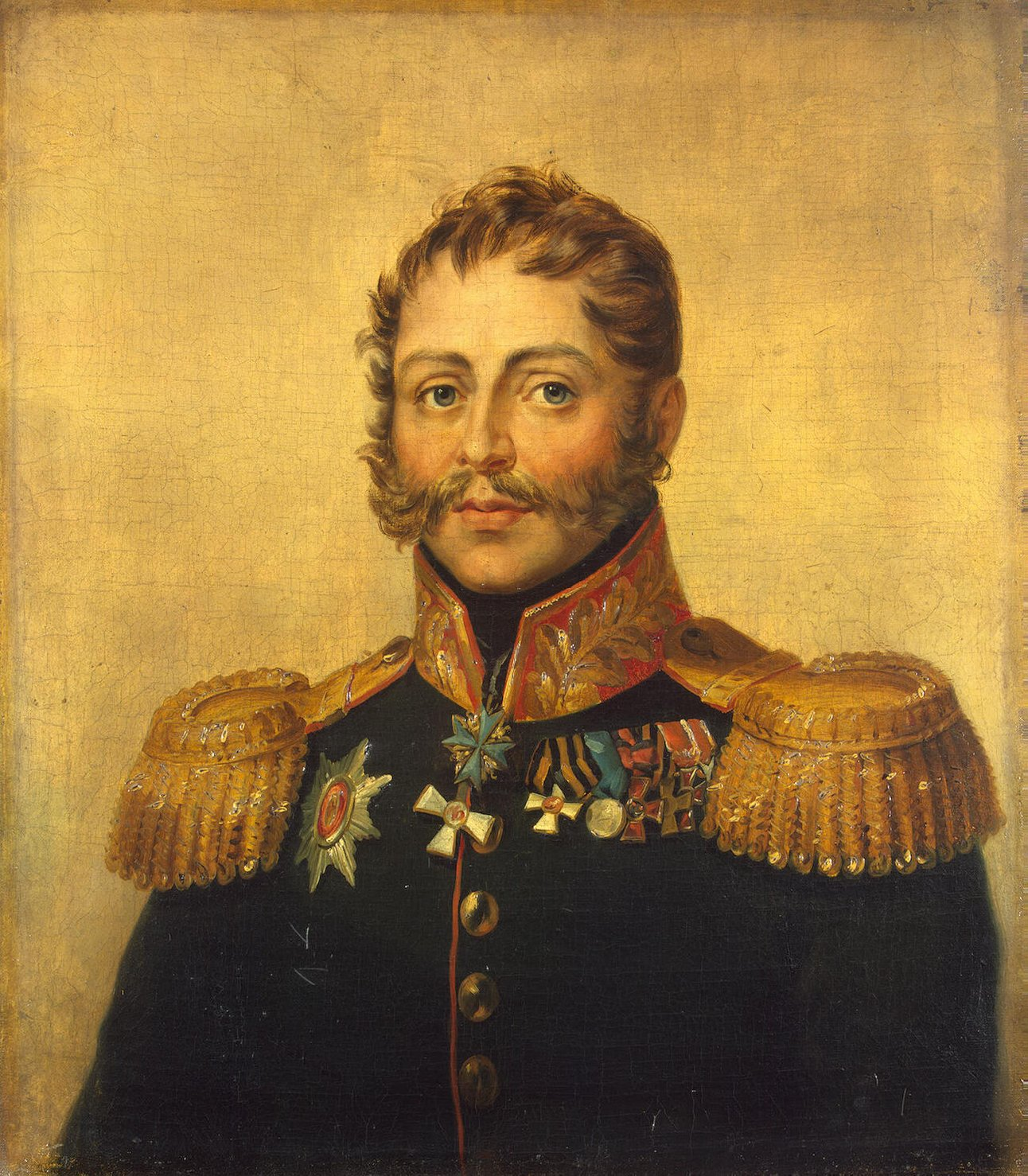
Марков, Александр Иванович
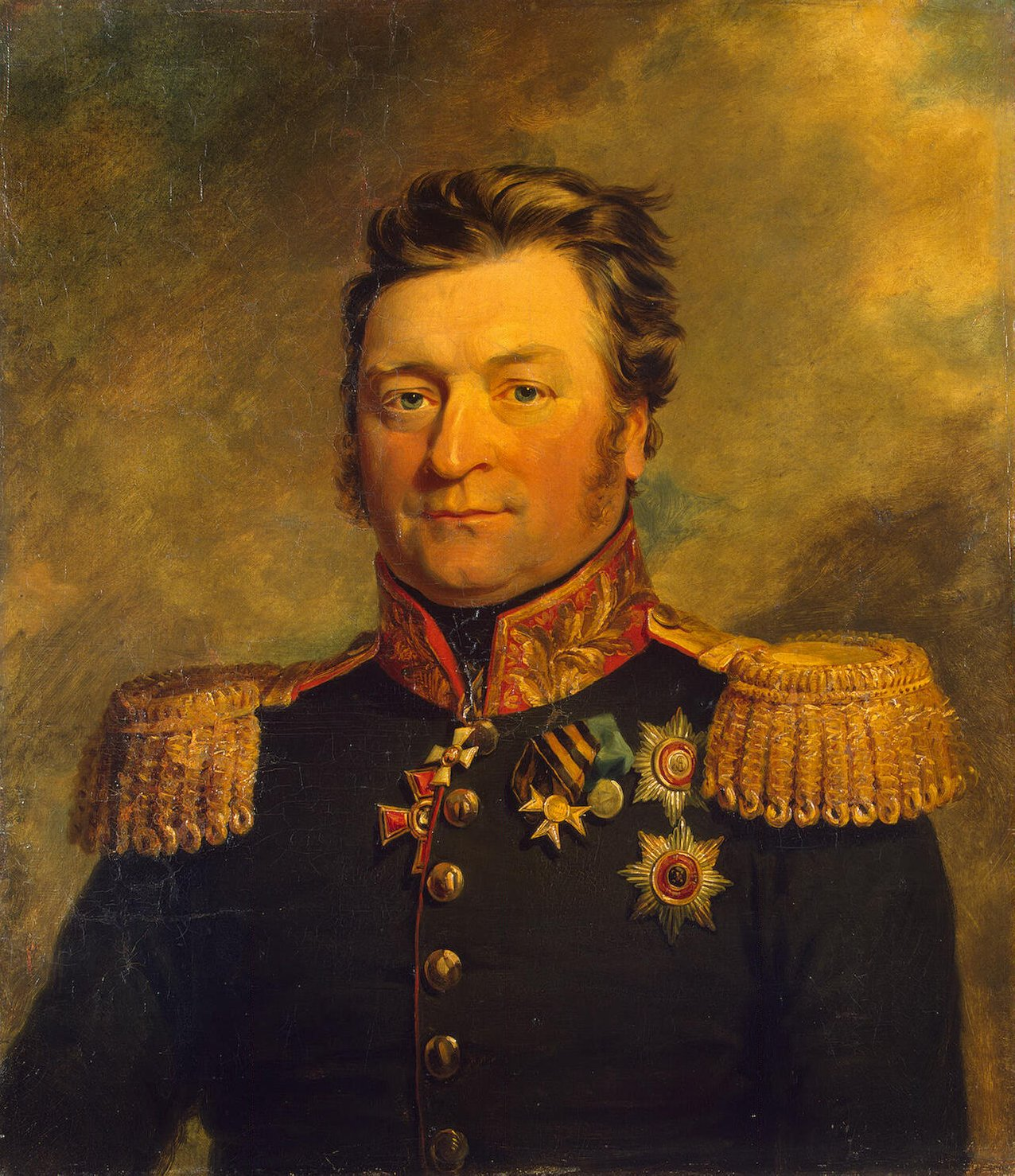
Воинов, Александр Львович
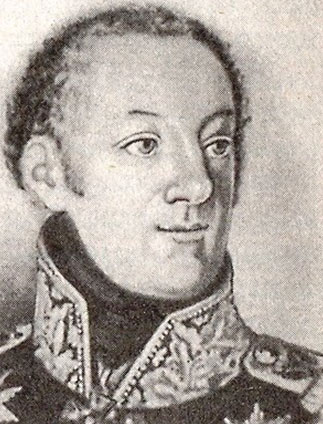
Клокачёв, Федот Алексеевич
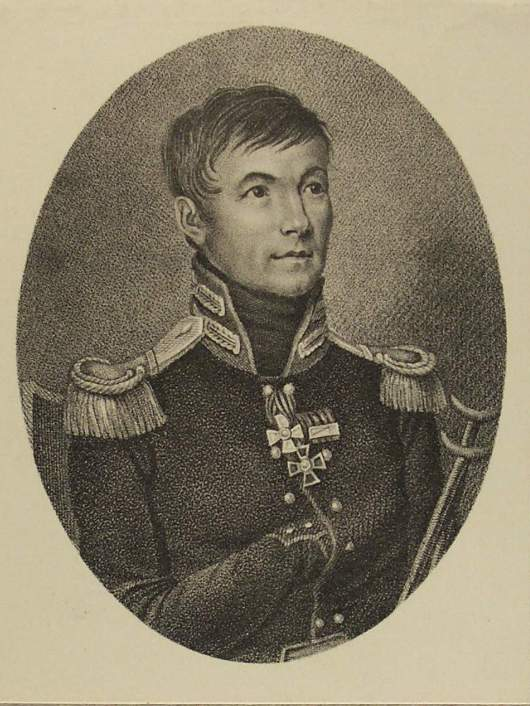
Непейцын, Сергей Васильевич
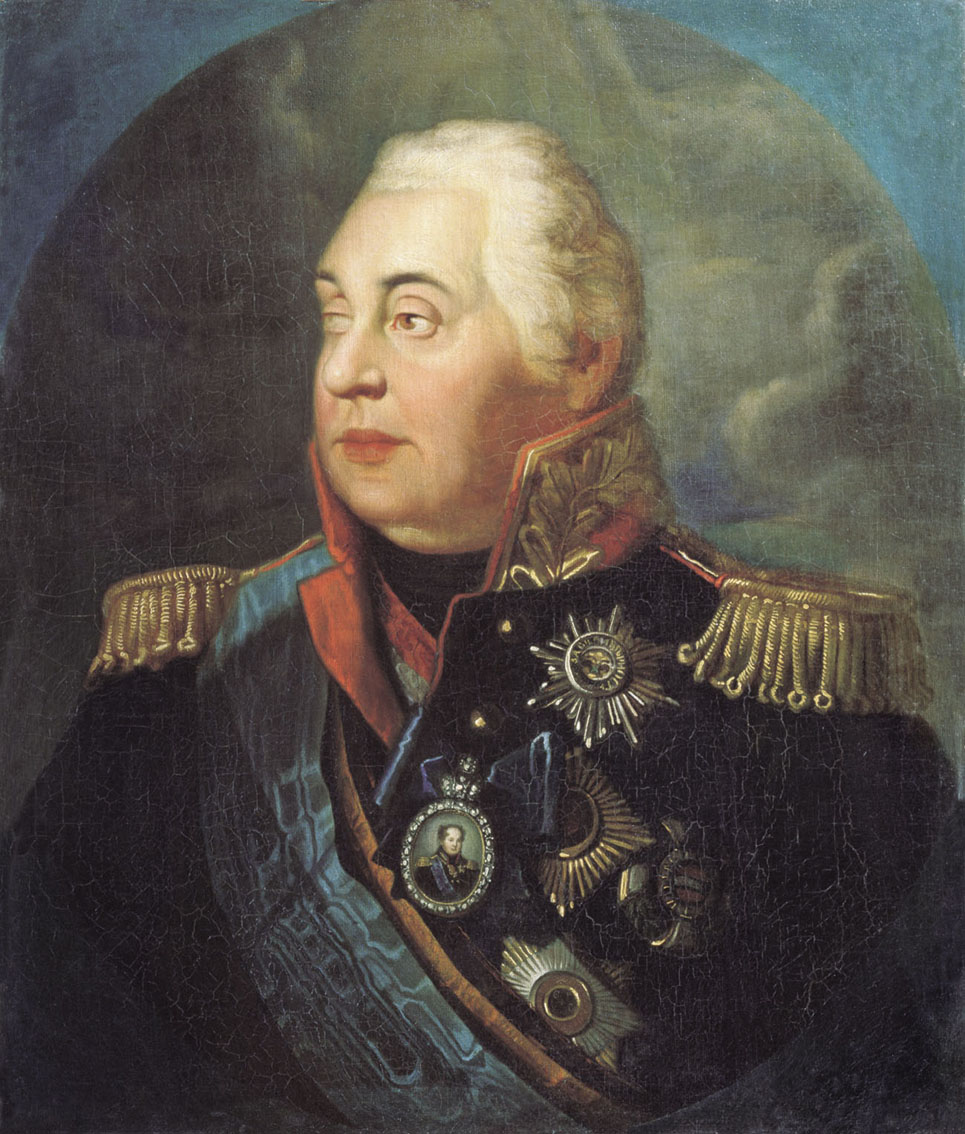
Кутузов, Михаил Илларионович
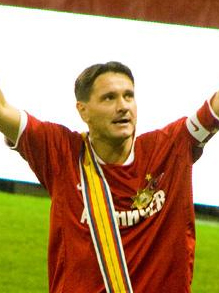
Аленичев, Дмитрий Анатольевич
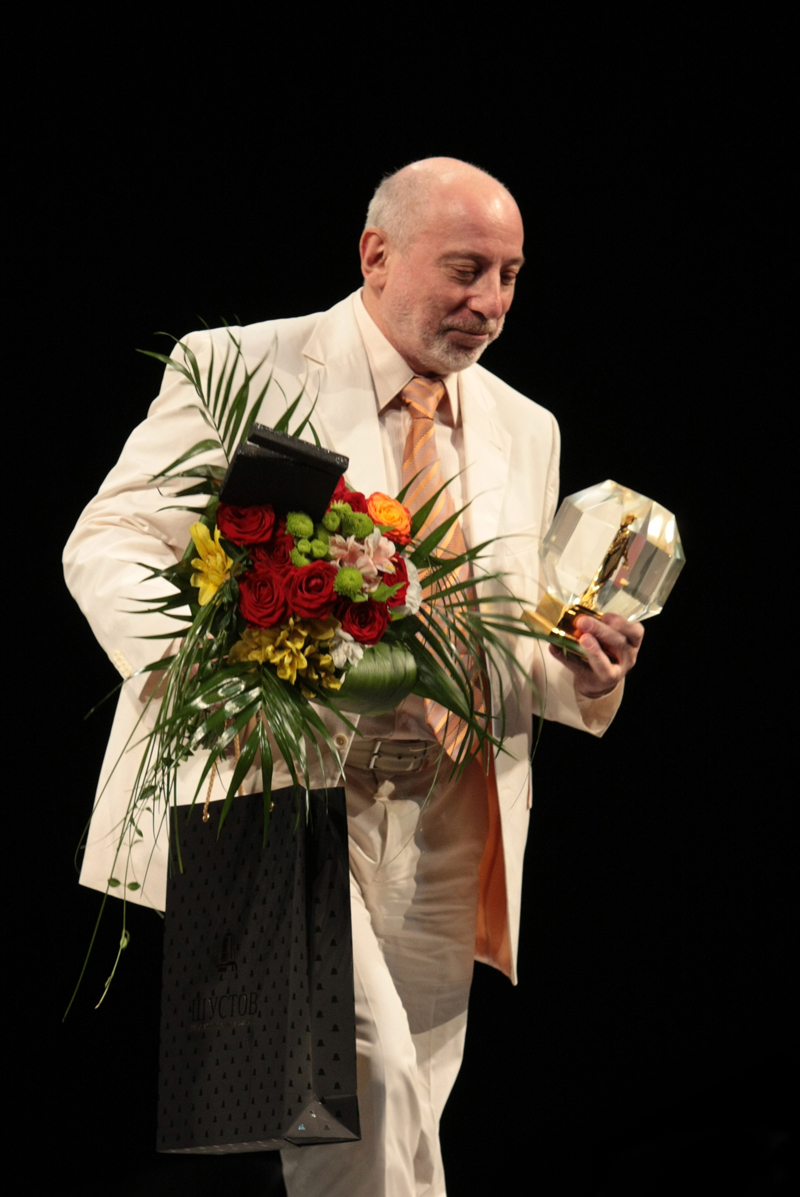
Мамин, Юрий Борисович